# Hsiung Feng II
El Hsiung Feng II (HF-2; chino: 雄風二型; pinyin: Xióngfēng èr xíng, en español: "Viento valiente II") es un sistema de misiles antibuque desarrollado por el Instituto Nacional Chung-Shan de Ciencia y Tecnología (NCSIST) de Taiwán. 
El HF-2 está diseñado para ser desplegado a bordo de buques o en instalaciones en tierra. También se ha desarrollado una versión aerotransportada que pueden llevar los cazas F-CK de las Fuerza Aérea de la República de China. El HF-2 tiene capacidades ECCM y está desplegado en las fragatas de la Armada de la República de China de la clase Cheng Kung y la clase La Fayette, así como en varios emplazamientos en tierra. En el año 2000 se anunció la sustitución de los misiles HF-2 estacionados en las fragatas Cheng Kung por los RGM-84 Harpoon, pero el presupuesto para ello se canceló.

## Bloque II

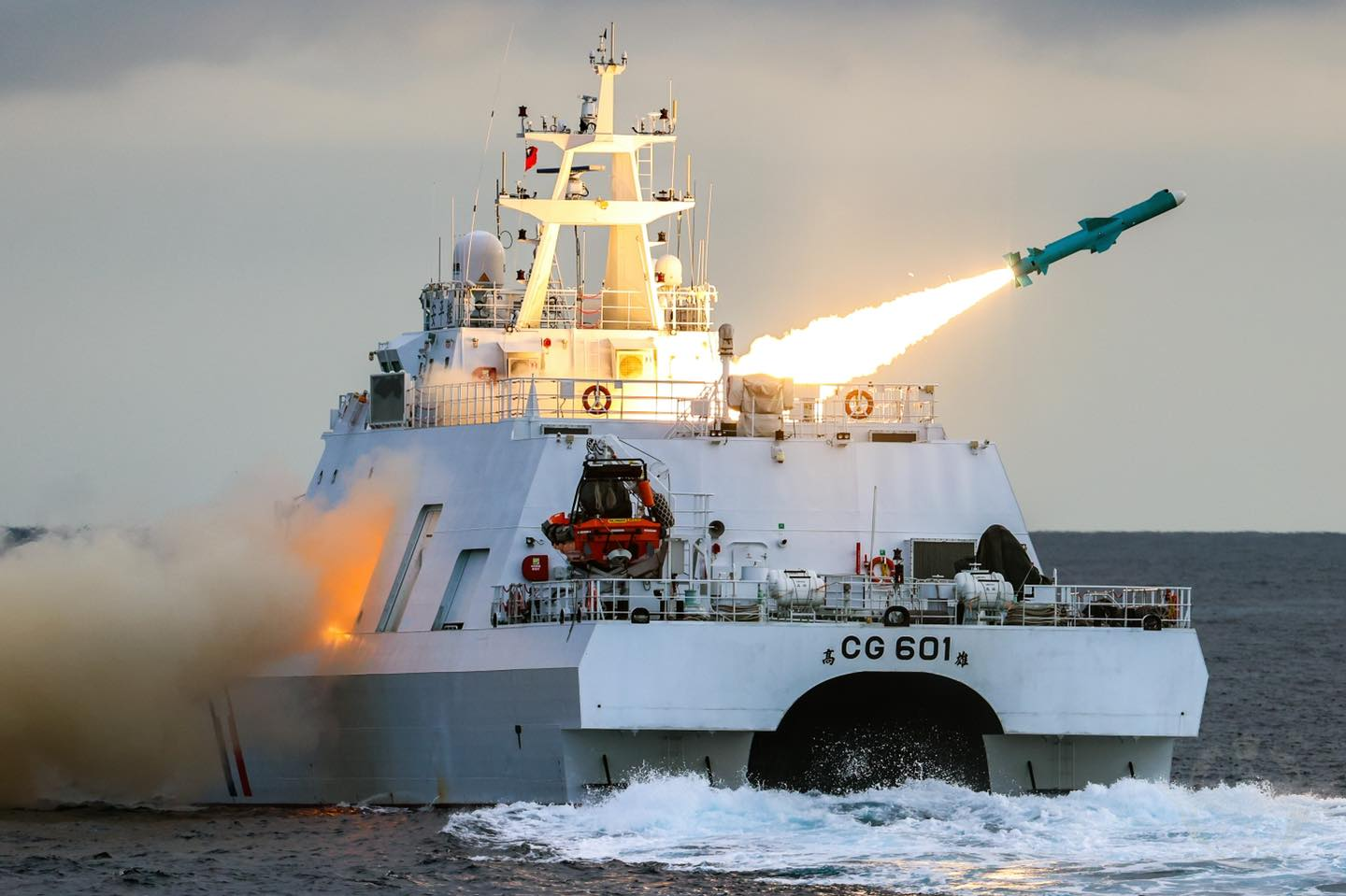
El patrullero de altura Anping de la Guardia Costera de Taiwán lanza un misil antibuque Hsiung Feng II

A finales de 2014, CSIST supuestamente comenzó la etapa de lanzamiento de prueba de una versión de alcance extendido del HF-2, aumentando el alcance de 160 km (99 mi) a 250 km (160 mi); el aumento de alcance se logró con éxito en febrero de 2017.
En 2019, se aprobó la producción en masa de un Bloque IIB mejorado y la producción se completará en 2023.

## Desarrollo futuro

### HF-2B
En noviembre de 2019, NCSIST probó un nuevo misil antibuque de corto alcance que, aunque pesa significativamente menos que el Hsiung Feng II, se dice que tiene el mismo alcance. La prueba se realizó utilizando el barco de prueba Glorious Star del NCSIST. La designación provisional es HF-2B y está previsto que la producción comience en 2021. El alcance informado del HF-2B es de 250 km.